# Денисов Олександр Петрович (футболіст)
Олександр Петрович Денисов (нар. 25 грудня 1931, с. Дудкіно, тепер — Владимирська область, РРФСР) — радянський футболіст, нападник. Майстер спорту СРСР (1956).

## Життєпис
У книзі Ю. Лукосяка «Хто є хто в петербурзькому футболі» місцем народження Денисова вказано сел. Дудкіно, Ніколагорського району, Владимирської області. Однак, Нікологорський район був утворений тільки 25 січня 1935 року в складі Іванівської Промислової області, з центром в робочому селищі Нікологори, шляхом виділення з частини території В'язниковського району. В інтерв'ю 2006 року місце народження — село Дудкіно Владимирської області. У декількох джерелах місцем народження помилково вказано Нижній Новгород.
Незабаром сім'я Денисова переїхала в місто Горький. Футболом Олександр розпочав займатися під керівництвом батька, у 1946 році вже став чемпіоном першості залізниць СРСР у складі «Локомотива» (Горький). У 1947 році грав у дублюючому складі московського «Локомотива», куди був запрошений Борисом Апухтіним. У 1949-1954 роках виступав за горьковске «Торпедо», в 1951 і 1954 роках зіграв 26 матчів, відзначився 2 голами в класі «А». Три наступні сезони відіграв у ленінградському «Зеніті», провів, за різними даними, 39 або 40 матчів, забив 11 м'ячів, у 1955 році став найкращим бомбардиром команди.
Виступав за «Адміралтієць» (1957-1958), «Чорноморець» (Одеса) (1959), «Торпедо» (Горький) (1960). Пізніше виступав в чемпіонаті Ленінграда за ГОМЗ (1960-1961), «Адміралтієць» (1962), «Кіровський завод» (1963).
У 1956 році в складі збірної Ленінграда зайняв 4 місце на Спартакіаді народів СРСР, за що отримав звання «Майстра спорту».
У 1960 закінчив Ленінградський технікум фізкультури, у 1966 році — ГОЛІФК імені П. Ф. Лесгафта.
Як суддя республіканської категорії обслуговував змагання Ленінграда й області. Тренував команду Кіровського заводу, ДЮШ Василеостровського району, «Гірник» (Ленінград).
Працював старшим викладачем кафедри фізичного виховання Гірничого інституту (1966-1967).
Під час матчу на першість Ленінграда отримав травму, переніс ряд операцій, але в підсумку втратив зір.
Нагороджений медаллю «Ветеран праці», грамотою РФС (1997).